# Josip Vujević
Josip Vujević "Bomba" (Split, 1982.), hrvatski glazbenik Splita.

## Povijest
Rodio se je u Splitu. Profesionalno se glazbom bavi od 2000. godine. Osnovao je duo sa svojim dugogodišnjim prijateljem i kolegom Domagojem Kliškinićem. Samostalno je Vujević nastupao na raznim festivalima. Pet je puta nastupio na Splitskom festivalu. Zadnji je put nastupio skladbom To nije samo pjesma (Festival zabavne glazbe Split 2013.) za koju tekst i glazbu potpisuje Dražen Zečić. Jedan od značajnijih nastupa svakako je onaj na splitskoj rivi povodom dočeka Nove 2010. godine., nastup pred 50 000 ljudi. Osnovao je grupu Bomba Band čiji su članovi: Josip Vujević Bomba - vokal i vođa sastava, Domagoj Kliškinić - gitara,klavijature, vokal, Bojan Sabioncello - bas gitara, vokal, Branimir Vukorepa - klavijature, vokal, Ivan Nižetić - bubnjevi, Radmila Staničić - vokal.

## Diskografija
Objavio je skladbe:
- A tebe nema
- Bomba ski
- Led ledeni
- Nemam ništa (Mostar fest 2005.)
- Istina za kraj (Split 2006.)
- Što ću tebi ja (Split 2007.)
- Pokušaj sa mnom
- Mog života ti si vila (Split 2011.)
- Još jedna milja (Split 2012.)
- To nije samo pjesma (Split 2013., duet s Tinom Roščić)
- CD - mix izabranih domaćih pjesama